# Pequeños maestros (pintores de vasos)

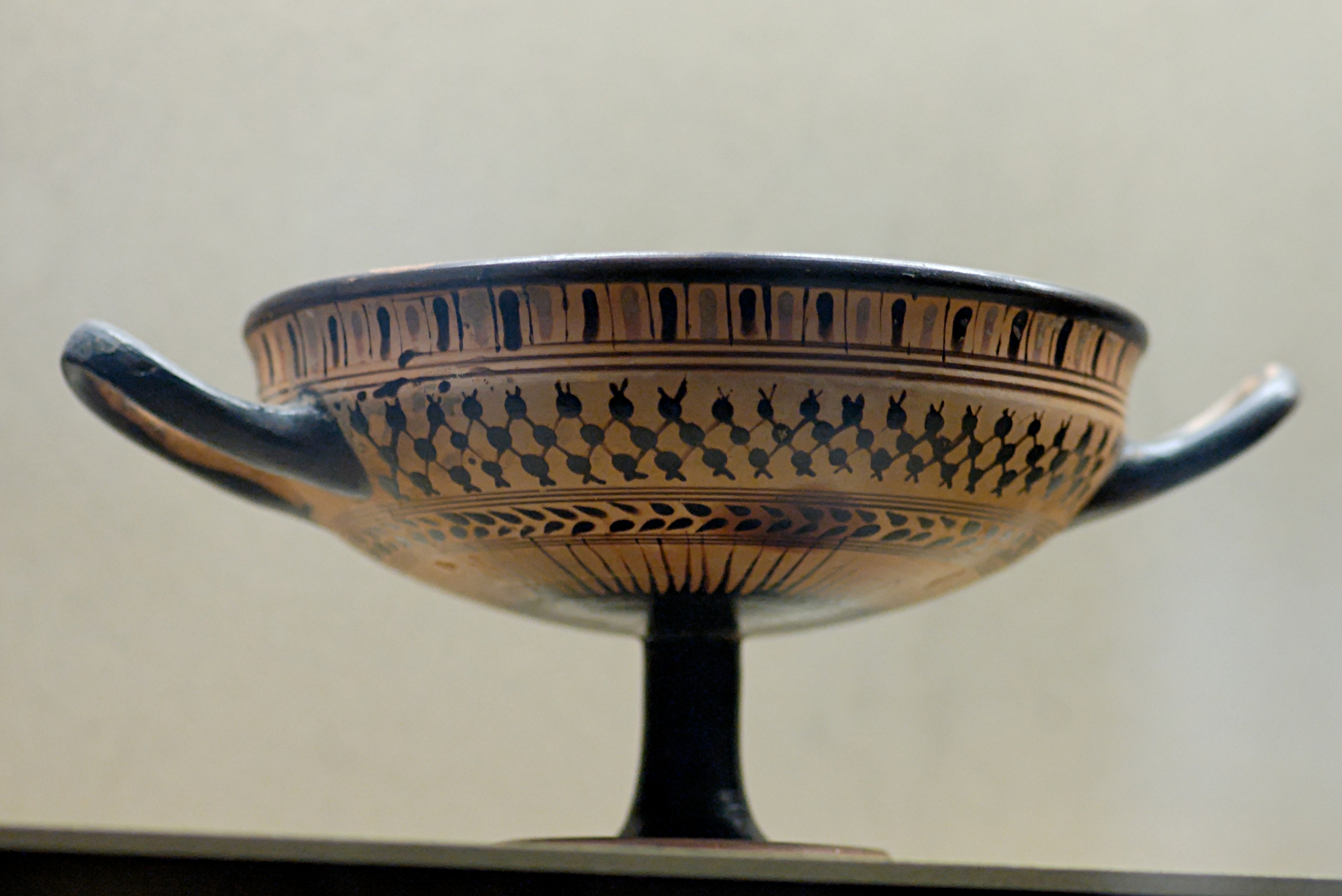
Decoración miniaturista de un kílix del tipo copa de Kassel.

Los Pequeños maestros (en alemán, Kleinmeister) es el nombre con el que se denomina a un grupo de pintores y alfareros de vasos áticos figuras negras, activos entre el 560 y el 530 a. C.  El grupo se formó a partir del estudio de criterios estilísticos. Su nombre se debe a que sus alfareros y pintores de vasos produjeron su propio tipo de kílix, los llamados cuencos de los Pequeños maestros, decorados con pinturas en miniatura, es decir, pequeñas imágenes decorativas. El nombre se refiere a su actividad principal como miniaturistas, aunque algunos de ellos son conocidos por obras de mayor tamaño. Deben el nombre a la serie de pequeños kílices llamados copas de los pequeños maestros, una nueva forma que reemplaza a las copas de Siana que habían predominado en Atenas en el tercer cuarto del siglo V a. C. Entre sus copas se incluyen, en particular, las copas de labios, las copas de bandas y las copas Droop. Los motivos decorativos típicos eran animales. La imagen se colocaba entre las asas o en el borde de la copa.  De factura muy ligera y con un alto fuste tienen un precursor inmediato en la copa de Gordio, una forma utilizada inicialmente por Ergótimos y Clitias. Además del prototipo firmado por los artistas del vaso François, se conocen algunos otros kílices de este tipo producidos por otros alfareros. La evolución de las copas de Gordio llevó a la creación de la más extendida de las copas de los pequeños maestros, en las que, más que en otros lugares, seguían el estilo de diseño en miniatura, desarrollado por Clitias.
Los pequeños maestros son en su mayoría anónimos y trabajaban para los alfareros, que eran los únicos que firmaban las copas, como  demostración de la mayor importancia dada a la forma del recipiente que a la decoración pictórica, al menos en este ámbito.
La firma del autor en este tipo de copas se trazaba con letras pequeñas en el exterior del vaso, asumiendo a menudo una función decorativa junto a animales, pequeñas escenas mitológicas o de la vida cotidiana.
El Pintor de Amasis se incluyen en el pequeño grupo de maestros, aunque la decoración de este tipo de copas no fuera su actividad principal. El Pintor de Frino es el autor de la copa de labios del Museo Británico (B424), que se considera una de las mejores copas de la serie. El Pintor de Tlesón es quizás el más típico entre los Pequeños maestros. Es el decorador de la mayoría de los vasos que llevan la firma del alfarero Tlesón, hijo de Nearco. Pinta preferentemente animales, que son fácilmente reconocibles sobre la base estilística de su ejecución personal y característica. La firma de dos alfareros, Arquicles y Glauquites, se encuentran en una gran copa de bandas conservada en Múnich (Múnich 2243), no se sabe quién de los dos fue el pintor y no se conocen otros trabajos atribuidos a ellos. 